# Rhyan Grant
Rhyan Grant, né le 26 février 1991 à Canowindra en Australie, est un footballeur international australien. Il évolue au poste d'arrière droit avec le club du Sydney FC .

## Biographie
En juin 2008, Grant reçoit une invitation de bourse d'études de l'AIS de Canberra. Après avoir fait de bons débuts pendant ses trois mois passés dans la capitale australienne, il est recruté en septembre 2008 par le Sydney FC.
Le 21 décembre 2008, il fait ses débuts professionnels, à domicile, face à Perth Glory, en tant que remplaçant d'Antony Golec à la 78e minute de jeu. Son équipe s'incline quatre buts à un. Le 11 janvier 2009, Rhyan Grant dispute son premier match comme titulaire face au Wellington Phoenix avec une victoire un but à zéro à la clef.
Il dispute également tout le match lors de la défaite trois buts à un face au Queensland Roar, le 17 janvier 2009 et délivre une passe décisive à Kofi Danning. Rhyan Grant entame également le dernier match de la saison du Sydney FC, avec une victoire quatre buts à zéro à domicile sur le Newcastle Jets, le 25 janvier 2009. Il est remplacé à la 86e minute par Terry McFlynn. Grant terminera la saison 2008-2009 avec cinq matchs joués.
Le 27 août 2010, il signe une prolongation de contrat de deux ans avec le Sydney FC.
Grant inscrit son premier but chez les professionnels avec le Sydney FC contre les Central Coast Mariners. Les deux équipes se neutralisent sous le score d'un but partout.
La campagne 2013-2014 de Grant se termine prématurément, à la suite d'une blessure, lors de la troisième journée de championnat contre les Western Sydney Wanderers. La blessure se révèlera plus grave que prévu, avec en cause la rupture du ligament croisé antérieur. Sa blessure nécessite une intervention chirurgicale et porte son indisponibilité pour le reste de la saison.
Il marque son premier but depuis son retour de blessure lors de la dix-huitième journée de championnat de la saison 2014-2015 contre les Central Coast Mariners. Quelques jours plus tard, après son retour de blessure, il signe une prolongation de contrat de 2 ans.
Lors de la saison 2016-2017, il joue chaque minute de chaque match toutes les compétitions confondues. Il poursuivra sur sa lancée en marquant à la 69e minute lors de finale du championnat contre le Melbourne Victory. Lors de cette finale, les deux équipes se neutralisent avec chacune un but. Le Sydney FC finira par s'imposer quatre buts à deux lors des tirs au but.
En juillet 2017, Rhyan Gant est à nouveau victime d'une lésion du ligament croisé antérieur, l'empêchant ainsi de jouer pendant plusieurs mois,.